# Бьюкенен, Киша
Киша Керрис Фейенн Бьюкенен (англ. Keisha Kerreece Fayeanne Buchanan; родилась 30 сентября 1984 года) — британская певица и автор песен, одна из первых участниц женской поп-группы Sugababes. С Кишой в составе Sugababes выпустили шесть синглов и два альбома, занявших первые места в британских чартах, став одной из наиболее успешных британских поп-групп начала XXI века. Бьюкенен покинула группу в сентябре 2009 года, ей на замену взяли Джейд Юэн. В 2012 году Бьюкенен объединилась с другими участницами оригинального состава Sugababes в группу Mutya Keisha Siobhan.

## Биография
Киша Бьюкенен родилась в Лондоне, училась в начальной школе в Кингсбери, где и познакомилась с Мутией Буэной. В тринадцать лет они познакомились в музыкальной студии с Шивон Донахью. Втроём девушки создали поп-группу Sugababies, которую затем переименовывали в Sugababes. В 1998 году они заключили контракт с лейблом London Records, а в 2000 году выпустили дебютный сингл Overload, который достиг 6-й строчки в британском чарте, и дебютный альбом One Touch. Вскоре между Кишей и Донахью обострился конфликт, из-за которого последняя долгое время находилась в депрессии и в 2001 году покинула группу. Лейбл London Records принял решение отказаться от дальнейшего сотрудничества с Sugababes, и группа перешла на Island Records, а Шивон заменила Хайди Рэйндж.
С переходом на другой лейбл начался стремительный взлёт Sugababes, следующие три альбома группы стали платиновыми, четыре сингла и альбом Taller in More Ways заняли первые места в британских чартах. В октябре 2005 года Мутия Буэна покинула группу, что бы посвятить себя воспитанию дочери, таким образом, Киша осталось единственной участницей из оригинального состава Sugababes. На смену Буэне взяли Амелл Берраба, с которой группа продолжила успешную деятельность, выпустив ещё два хитовых сингла и один альбом.
В сентябре 2009 года в Sugababes разгорелся очередной скандал: из-за ссоры с Бьюкенен группу решила покинуть Амелл Берраба. В прессе уже обсуждалось, что её заменит Джейд Юэн, однако лейбл Island Records принял решение выгнать из группы Кишу Бьюкенен, оставив, тем самым, Амелл и пригласив Джейд. Отмечалось, что Бьюкенен останется на лейбле, но уже в качестве сольного исполнителя. Однако вместо сольной карьеры Бьюкенен вместе с двумя другими участницами оригинального состава Sugababes подписала миллионный контракт с лейблом Polydor Records для записи нового альбома. Воссоединившийся коллектив получил название Mutya Keisha Siobhan, образованное из имён участниц.